# سنت جورجز (دلاویر)
سنت جورجز (به انگلیسی: Saint Georges) یک منطقهٔ مسکونی در ایالات متحده آمریکا است که در شهرستان نیوکاسل، دلاویر واقع شده‌است. سنت جورجز ۴٫۸۸ متر بالاتر از سطح دریا واقع شده‌است.